# 蒙特羅斯鎮區 (阿肯色州阿什利縣)
蒙特羅斯鎮區（英語：Montrose Township）是位於美國阿肯色州阿什利縣的一個行政鎮區。

## 地方資料
蒙特羅斯鎮區的面積為59.73平方千米，當中陸地面積為56.63平方千米，而水域面積為3.10平方千米。根據2010年美國人口普查的數據，當地共有人口367人，而人口密度為每平方千米6.14人。